# 타조속

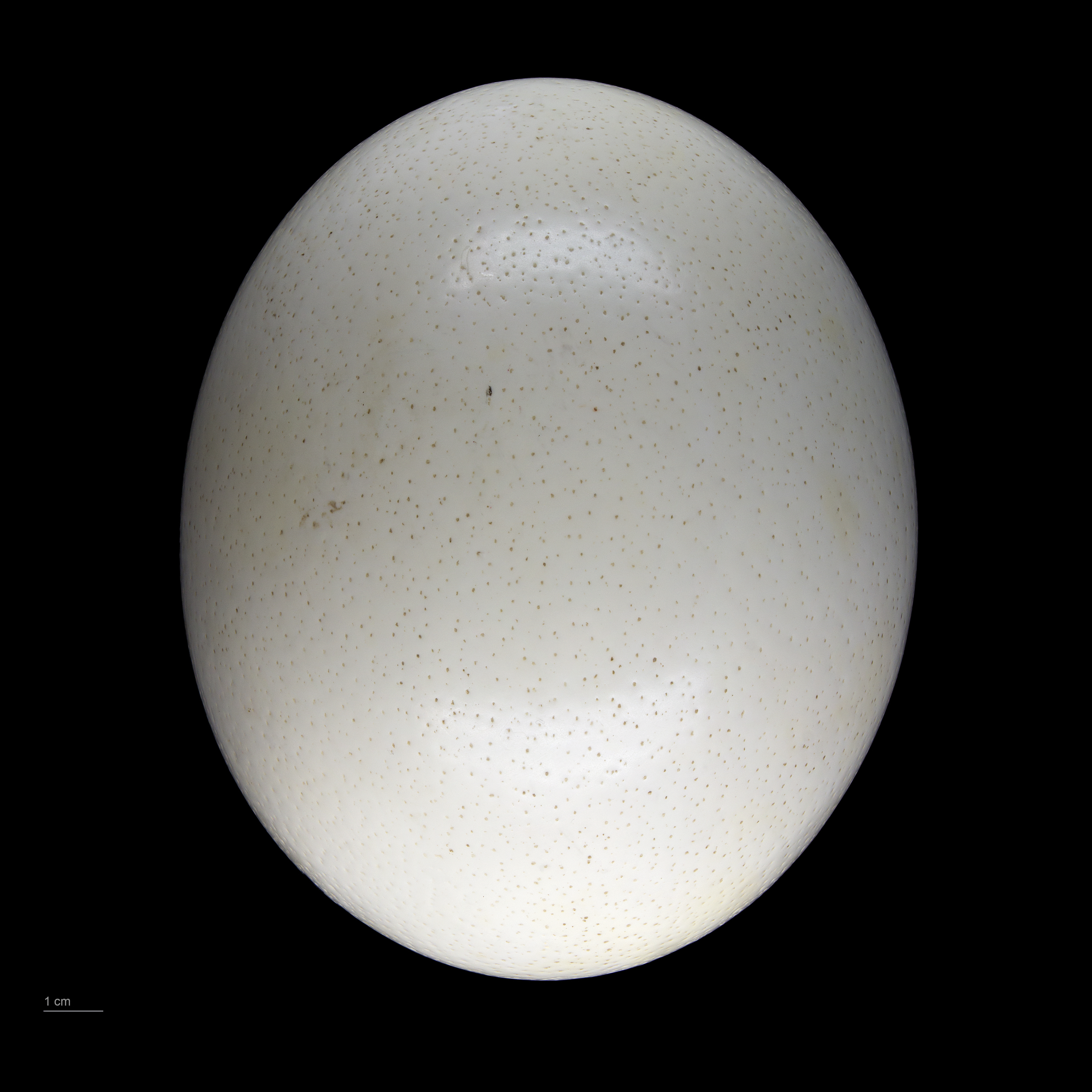
Struthio camelus

타조속(駝鳥属, Struthio)은 아프리카의 날지 못하는 새 속으로 타조과에 속하는 현존하는 유일한 속이다. 2014년에 소말리아타조가 타조의 아종이 아닌 가까운 종이라는 사실이 밝혀졌다. 따라서 현존하는 2개의 종을 포함한다. 그외에 여러 멸종한 타조 종들이 있다.